# D. W. Moffett
Pour les articles homonymes, voir Moffett.
Donald Warren « D. W. » Moffett est un acteur américain, né le 26 octobre 1954 à Highland Park (dans l'Illinois, États-Unis).

## Biographie
D. W. Moffett est né à Highland Park, dans l'Illinois, et a grandi à proximité de Wilmette. Il a pris le nom de scène de « D. W. »  pour éviter toute confusion avec l'acteur britannique Donald Moffat. Les Moffett sont en mesure de retracer leur ascendance à Jean de Mophet. De Mophet était un chevalier normand qui envahit l'Angleterre avec Guillaume le Conquérant en 1066. Mophet a été anglicisé en Moffat et plus tard en Moffett. La ville de Moffat, en Écosse, dans les régions frontalières de l'Écosse et de l'Angleterre est le lieu ancestral des Moffetts[réf. nécessaire].
Dans les 1969-1974 ans, Moffett a fréquenté une école secondaire privée en Allemagne, (Schule Schloss Neubeuern). Après avoir étudié à l'Université Stanford, où il s'est spécialisé en sciences politiques, il s'est retrouvé à Chicago pour travailler comme banquier d'investissement. Il a été attiré par un ami de la St. Nicholas Theater Company sur un coup de tête, où il a commencé à étudier avec William H. Macy. Peu de temps après, il a créé sa propre compagnie de théâtre, appelée Remains Theater.
Après une longue et fructueuse carrière sur scène à Chicago, il est allé avec John Malkovich effectuer dans Balm in Gilead à New York. Il a ensuite joué aux côtés de Brad Davis dans The Normal Heart de Larry Kramer, pour lequel il a reçu des critiques élogieuses. Il donne la réplique à Matt Dillon dans Boys of Winter, et a été plus récemment vu sur la scène du théâtre Old Vic à Londres, en jouant en face de Kevin Spacey dans The Philadelphia Story.
Il a eu également une longue et fructueuse carrière dans le cinéma. Il était le plus mémorable de Stealing Beauty de Bernardo Bertolucci et a remporté un Screen Actors Guild Award for Traffic de Steven Soderbergh. Il est également apparu dans le film Thirteen (2003).
Surtout connu pour ses rôles à la télévision, il joue de 1998 à 2002 dans Pour le meilleur... ? le rôle de Dean Winston. Entre 2007 et 2008, il joue dans deux séries de la chaine américaine The CW : Il a joué Bob Hardy dans la série Hidden Palms : Enfer au paradis / Les Secrets de Palm Springs et dans Life Is Wild comme Dr. Danny Clarke. Entre 2008 et 2010, Il a ensuite été co-vedette dans Friday Night Lights dans le rôle de Joe McCoy. , Il joue le rôle récurrent de Elliott dans Happily Divorced, le petit-ami du personnage principal joué par Fran Drescher entre 2011 et 2013. Depuis 2011, Il joue dans Switched (Switched at Birth), le rôle de John Kennish, le père de Bay et de Toby et le père biologique de Daphné Vasquez.

## Filmographie

### Cinéma
- 1987 : La Veuve Noire (Back Widow) : Micheal
- 1987 : Les Panzers de la mort (The Misfit Brigade) : Capt. Von Barring
- 1990 : Lisa : Richard
- 1990 : Fenêtre sur Pacifique : Bill
- 1993 : Chute libre (Falling Down) : Detective Lydecker
- 1995 : Miss Shumway jette un sort (Rough Magic) : Cliff Wyatt
- 1996 : The Little Death : Paul Hannon
- 1996 : Beauté Volée (Stealing Beauty) : Paul Hannon
- 1996 : Joe's Wedding : Joe McCarthy
- 1999 : Molly : Mark Cottrell
- 2000 : Traffic de Steven Soderbergh : Jeff Sheridan
- 2001 : Kill Me Later : Mathew Richmond
- 2003 : Thirteen : Travis Freeland
- 2004 : Instincts meurtriers (Twisted) : Ray Porter
- 2005 : Special Ed : Sonny
- 2005 : Tennis, Anyone?... : Courtney Conte
- 2008 : Visioneers : Jeffers
- 2008 : bgFATLdy : Jack Wagner
- 2008 : Le Parfum du succès (The Smell of Success) : Agent Chestnut
- 2011 : Baby-sitter malgré lui (The Sister) : Dr. Pedulla
- 2019 : Transfert (Against the Clock) de Mark Polish : Douglas
- 2025 : Alarum de Michael Polish

### Télévision

#### Téléfilms
- 1985 : Un printemps de glace (An Early Frost) : Peter Hilton
- 1988 : Tales from the Hollywood Hills: Closed Set : Cliff Harriston
- 1989 : Dream Breakers : Mark O'Connor
- 1990 : La Belle Vie : Bernie Fine
- 1990 : L'Assassin au fond des bois (in the Deep Woods) : Frank McCarry
- 1993 : Love, Lies and Lullabies : Gabriel
- 1994 : La Comtesse de Brooklyn (The Counterfeit Contessa) : Dawson Everett
- 1994 : La Justice au cœur (A Passion for Justice: The Hazel Brannon Smith Story) : Smmitty
- 1994 : Le Souvenir de mon cœur (Star Struck) : Colton
- 1996 : The Secret She Carried : Mitch Hayward
- 1998 : La Proie du collectionneur (Perfect Prey) : Detective Jimmy Cerullo
- 1998 : Les Yeux du Cœur (A Song from the Heart) : Grégory Pavan
- 2003 : Un amour inattendu (An Unexpected Love) : Jack Mayer
- 2003 : The Deerings : Jack Denny
- 2005 : Riding the Bus with My Sister : Rick
- 2009 : Vista Mar, hôpital militaire (Operating Instructions) : Brandon Zisk

#### Séries télévisées
- 1986 : Equalizer (The Equalizer) : Mitchell (saison 1, épisode 20)
- 1986 : As the World Turns : Dr Peter Chaplin
- 1986 : Deux flics à Miami (Miami Vice) : Thomas Waldman (saison 3, épisode 11)
- 1987-1988 : Super Flics (The Oldest Rookie) : Détective Tony Jonas
- 1989 : American Playhouse : James Rodker (saison 8, épisode 2)
- 1989 : Jack Killian, l'homme au micro : (saison 2, épisodes 2 et 3)
- 1990 : Les Contes de la crypte (Tales from the Crypt) : Logan Andrews
- 1990 : Lifestories : Steve Burdick (saison 1, épisode 9)
- 1991 : Palace Guard : Tommy Logan
- 1995 : Au-delà du réel : L'aventure continue : James Heatherton (saison 1, épisode 5)
- 1995 : Une fille à scandales (The Naked Truth) : Dylan Michael Michaels
- 1997 : Fired Up : James Collins (saison 1, épisode 5)
- 1997 : Nés à Chicago (Chicago Sons) : Mike Kulchak
- 1998 : Union Square : Tom (saison 1, épisode 11)
- 1998 - 2002 : Pour le meilleur... ? (For Your Love) : Dean Winston
- 2001-2002 : Preuve à L'Appui (Crossing Jordan) : Detective Eddy Winslow (saison 1, épisodes 2, 5, 10 et 16)
- 2003 : Les Experts : Miami (CSI : Miami) : Dr James Welmont (saison 1, épisode 13)
- 2003 : Watching Ellie : Billy (saison 2, épisode 3)
- 2003 : Cold Case : Affaires classées (Cold Case) : Todd Whitley (saison 1, épisode 1)
- 2003 : FBI : Portés disparus (Without a Trace) : Alan Hodges (saison 2, épisode 10)
- 2003 - 2004 : Skin : Skip Ziti
- 2004 : Nip/Tuck : Kevin Hotchkiss (saison 2, épisodes 14 et 15)
- 2005 : Méthode Zoé (Wild Card) : Miles Jacobs (saison 2, épisode 16)
- 2005 : Commander in Chief : Mike Stanton (saison 1, épisode 3)
- 2006 : The Book of Daniel : Worthy Webster
- 2006 : Close to Home (Close to Home) : Joseph Wright (saison 1, épisodes 14 et 18)
- 2006 : New York, section criminelle (Law & Order: Criminal Intent) : Grant Harrington (saison 6, épisodes 12)
- 2006 : Brothers and Sisters : Micheal Pellington (saison 1, épisodes 14)
- 2007 : Numbers (Numb3rs) : Bob Tombrello (saison 3, épisodes 19)
- 2007 : Ghost Whisperer : Dale (saison 2, épisodes 19)
- 2007 : Grey's Anatomy : Allan (saison 3, épisodes 22)
- 2007 : Hidden Palms : Enfer au paradis / Les Secrets de Palm Springs (Hidden Palms) : Bob Hardy
- 2007 - 2008 : Life Is Wild : Danny Clarke
- 2008-2010 : Friday Night Lights : Joe McCoy
- 2009 : Lie to Me : Dr Jeffrey Buchanan (saison 1, épisode 7)
- 2010 : New York, unité spéciale (Law & Order: Special Victims Unit) : Paul Olsen (saison 11, épisode 24)
- 2010 : Hot in Cleveland : Chester (saison 1, épisode 3)
- 2010 : The Closer : L.A. enquêtes prioritaires (The Closer) : Jeffrey Walters (saison 6, épisode 2)
- 2010 : Covert Affairs : Sénateur Jarvis (saison 1, épisode 6)
- 2011 : US Marshals : Protection de témoins (In Plain Sight) : Julian Conrad (saison 4, épisode 5)
- 2011 - 2013 : Happily Divorced : Elliott
- 2011 - 2017 : Switched (Switched at Birth) : John Kennish
- 2013 : Esprits criminels (Criminals Minds) : Dr James Blake (saison 8, épisode 22)